# Minden Hills
Minden Hills es un municipio canadiense situado en la provincia de Ontario.

## Superficie
Minden Hills tiene una superficie de 847,37 km².

## Demografía
En 2021, tenía 6971 habitantes, una densidad poblacional de 8,2 hab./km², y 6019 viviendas.